# Клара Пінту Коррея
Марія Клара Амаду Пінту Коррея (нар. 30 січня 1960, Лісабон, Португалія) — відома португальська письменниця, біолог, історик португальської науки.
Народилася в Лісабоні у сім'ї відомого лікаря Жозе Мануеля Пінту Коррея, кавалера Ордена Сантьяго. Дитинство пройшло в Анголі, де батько проходив військову службу у якості лікаря під час колоніальної війни. Тоді Клара Пінту Коррея серйозно зацікавилась біологією.
Згодом отримала докторський ступінь з клітинної біології в університеті Порту. Була дописувачем португальської щотижневої газети Diário de Notícias.
Творчий шлях розпочала у 1983 році. У 1984 році опублікувала свій перший роман "Водяний крес" (Agrião), а у 1985 році вийшов у світ її найвідоміший роман "Прощавай, принцесо" (Adeus, Princesa), котрий було екранізовано у 1992 році.
Двічі спробувала себе у якості актриси: фільм Kiss Me (2004 рік) у ролі Марти та фільм Adriana (2004 рік) у ролі Клари.